# Cardan (suspension)
Pour les articles homonymes, voir Cardan.
Ne doit pas être confondu avec joint de Cardan.

Illustration d'un ensemble de cardans simple à deux axes.

Un cardan est un support tournant qui permet à un objet de tourner autour d'un axe unique. Un ensemble de trois cardans, montés l'un sur l'autre via des axes de pivot orthogonaux, permet à un objet fixé au cardan intérieur de rester immobile (par exemple vertical dans l'animation ci-contre) quel que soit le mouvement de son support. Par exemple, les gyroscopes, les compas à bord de bateaux, des réchauds et même des porte-bouteilles utilisent fréquemment des cardans pour les maintenir horizontaux malgré le roulis et le tangage du navire.
La suspension à « cardan » (à ne pas confondre avec le joint de Cardan) est nommée d'après l'inventeur italien Jérôme Cardan (1501–1576), qui a décrit le système en détail, sans toutefois prétendre en être l'inventeur.

## Historique

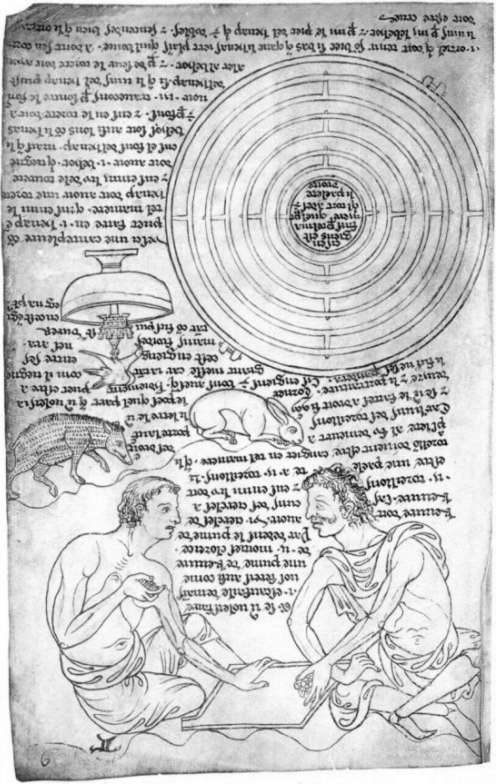
Suspension à cardans dans le carnet de dessins de Villard de Honnecourt (aux environs de 1230).

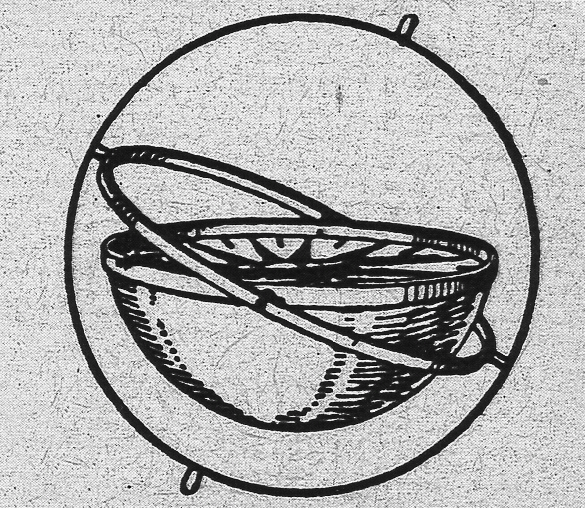
Compas sec de la Renaissance fixé par des cardans (1570).

Le cardan a été inventé par l'inventeur grec Philon de Byzance (280–220 av. J.-C.),,,. Philon a décrit un encrier à huit faces avec une ouverture de chaque côté, que l'on peut tourner de façon que, quelle que soit la face sur le dessus, on puisse y tremper une plume et l'encrer, bien que l'encre ne coule jamais hors des trous sur les autres côtés. Ce résultat était obtenu en suspendant l'encrier au centre, qui était monté sur une série de cercles de métal concentriques de façon à rester stationnaire de quelque façon que l'on tourne l'objet.
Le texte des Pneumatica originel de Philon décrivant cette utilisation du cardan existe dans une traduction en arabe postérieure faite environ à l'époque du calife Al-Ma’mūn (env. 813–833). Carra de Vaux, auteur de la traduction française qui sert toujours de point de départ pour les érudits modernes, considère les Pneumatica comme originaux pour l'essentiel. George Sarton déclara en 1959 que l'on pouvait sans risque considérer que la version arabe était une copie fidèle de l'original de Philon et crédite explicitement Philon de cette invention. Michael Lewis en fait autant en 2001. Le sinologue Joseph Needham suspecta en 1965 une interpolation arabe. Lucio Russo et Silvio Levy écrivirent en 2004 que le texte de Philon transmis était probablement corrompu dans la version arabe qui aurait pu mélanger des éléments provenant d'autres sources, car elle est « très inhomogène en termes de sophistication technique et de connaissance du sujet », mais ne précisent pas si leur jugement s'applique au passage contenant le cardan.
Néanmoins, des recherches récentes (1997) de Michael Lewis, ont montré que les séquences de lettres de la copie arabe contenaient des lettres grecques qui étaient tombées en désuétude après l'époque de Jésus-Christ, ce qui prouve donc que la version arabe est conforme à l'original de Philon, une vue partagée par Andrew Wilson en 2002.
L'auteur ancien Athenaeus Mechanicus, actif durant le règne d'Auguste (30 av. J.-C. à 14 apr. J.-C.), a décrit l'utilisation militaire d'un mécanisme de cardan, en le baptisant « petit singe » (pithêkion) : lorsqu'ils se préparent à attaquer des villes côtières depuis la mer, les ingénieurs militaires avaient pour habitude de relier des bateaux marchands au moyen d'un joug, afin d'apporter les machines de siège jusqu'aux murs. Mais, afin d'empêcher les mécanismes transportés par bateau de rouler d'un bout à l'autre du pont par mer forte, Athenaeus conseille : « vous devez fixer le pithêkion sur la plate-forme attachée aux navires marchands en leur milieu, ainsi la machine reste droite quel que soit l'angle ».
Après l'antiquité, les cardans restent bien connus dans le Proche-Orient. Dans l'Occident latin, des références à ce dispositif apparurent à nouveau dans le livre de recettes du IXe siècle appelé La Petite Clé de la peinture (en latin : Mappae Clavicula). L'inventeur Français Villard de Honnecourt décrit un ensemble de cardans dans son fameux carnet de croquis (voir illustration à droite). Aux débuts de la période moderne, les compas de marine étaient suspendus à des cardans.
En Chine, l'inventeur Ding Huan (丁緩) de la dynastie Han a créé un brûleur à encens aux alentours de 180 apr. J.-C.,. Il y a une indication dans les écrits de l'auteur plus ancien Sima Xiangru (179–117 av. J.-C.) que le cardan était connu en Chine depuis le IIe siècle av. J.-C.. On trouve des mentions de cardans utilisés durant la Dynastie Liang (502–557) comme charnières de portes et de fenêtres, tandis qu'un artisan a présenté une fois un poêle portable utilisant des cardans à l'impératrice Wu Zetian (env. 690–705). Des spécimens de cardans chinois utilisés pour des brûleurs à encens remontant aux débuts de la Dynastie Tang (618–907) sont arrivés jusqu'à nous ; ils faisaient partie de la tradition d'argenterie en Chine.

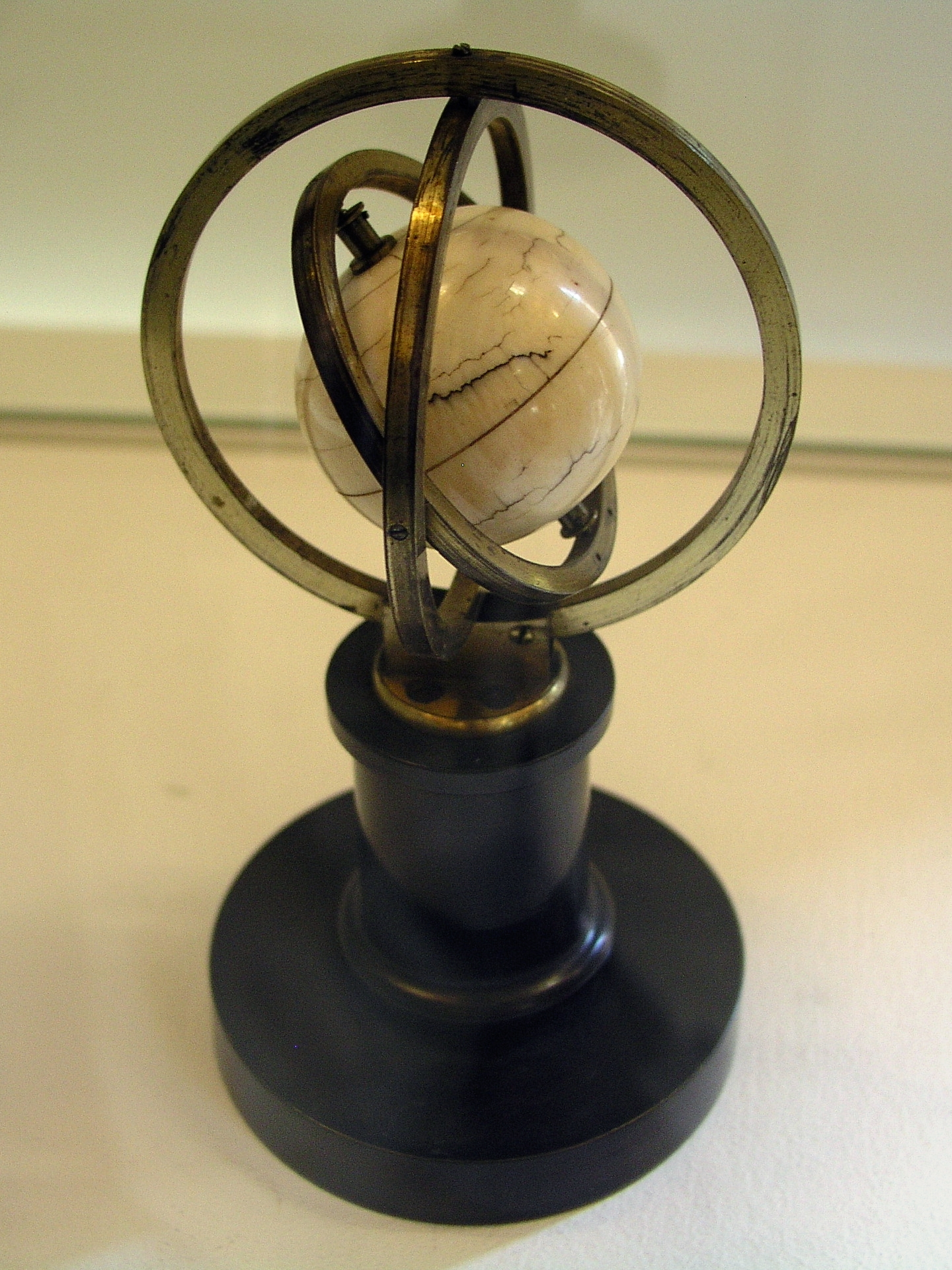
Machine de von Bohnenberger (vers 1810).

L'astronome allemand Bohnenberger fabriquait avec son père des toupies composites appelées « machines de Bohnenberger ». À partir de 1810, il imagina de se servir de ces curiosités de laboratoire pour mettre en évidence la précession des équinoxes. C'est ainsi qu'en 1817, il découvre l'effet gyroscopique,. C'est en s'inspirant de la suspension à la cardan de la « machine de Bohnenberger » qu'en 1852 Léon Foucault fit fabriquer son « gyroscope » : ce dernier cherchait, lui, à montrer la rotation propre de la Terre,.
Les instruments de navigation du XXe siècle, tels le gyrocompas, le calculateur d'estime et l’horizon artificiel, se fondent plutôt sur le gyroscope de Foucault de 1852. Les possibilités pratiques ouvertes par cet instrument furent reconnues en 1907 par Hermann Anschütz-Kaempfe.

## Application

### Navigation inertielle

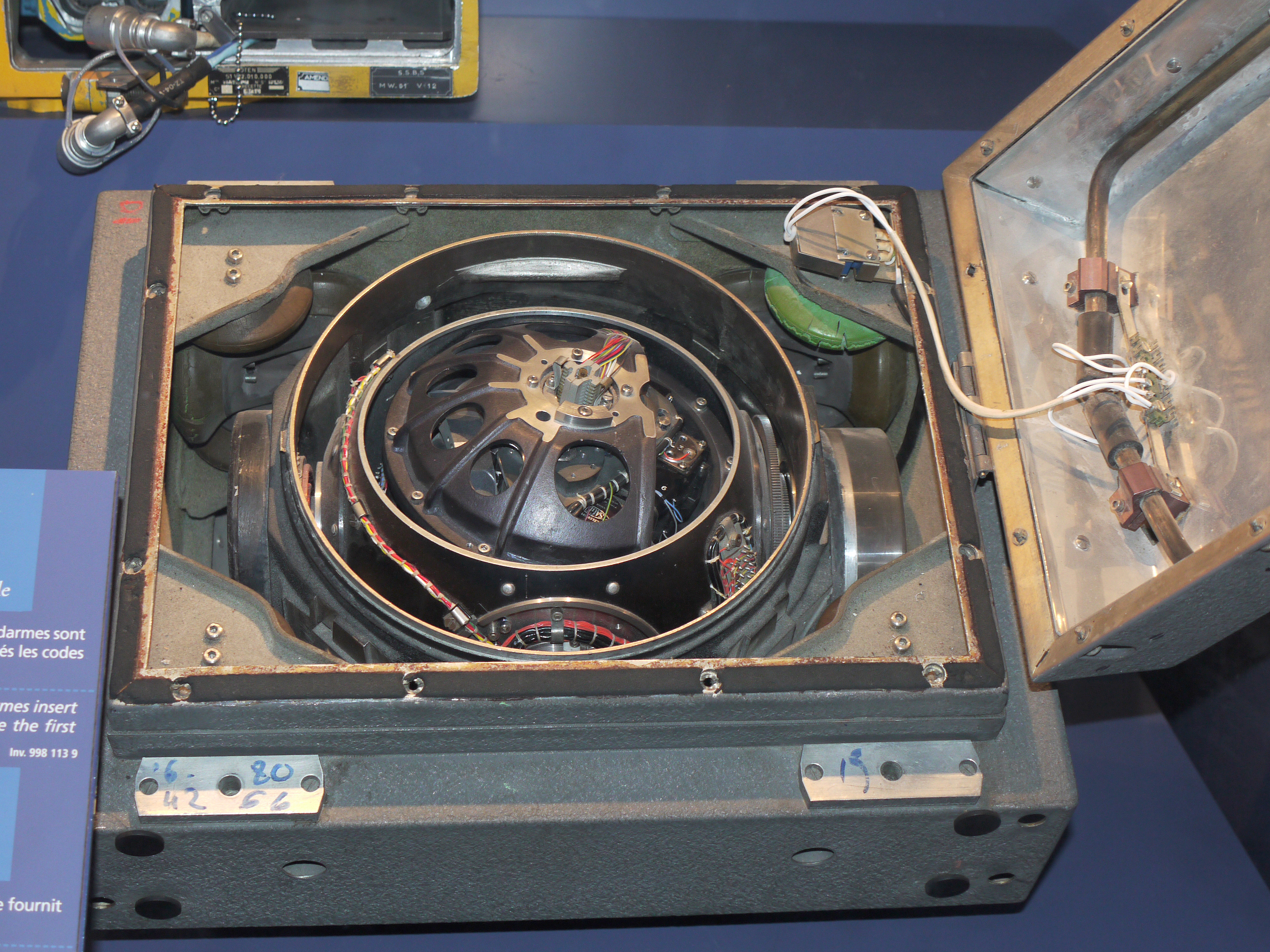
Centrale à inertie du missile S3, Musée de l'Air et de l'Espace, Paris Le Bourget (France)

Dans la navigation inertielle, telle qu'elle se pratique dans les bateaux et les sous-marins, trois cardans au moins sont nécessaires pour permettre à une plate-forme de guidage inertiel (table stable) de rester fixe dans l'espace d'inertie, en compensant le lacet (la direction) ainsi que le tangage et le roulis. Dans cette application des cardans, la centrale à inertie est équipée de trois gyroscopes montés à angles droits pour capter la rotation autour de chaque axe de l'espace à trois dimensions. Les données en sortie des gyroscopes servent à régler des moteurs qui contrôlent l'orientation des trois cardans afin de maintenir l'orientation de la centrale. À leur tour, des périphériques de mesure des angles appelés « résolveurs » montés sur les trois cardans fournissent les neuf cosinus de la matrice des cosinus de direction nécessaires pour orienter le vaisseau.
Des plates-formes de mesure semblables peuvent être utilisées sur un avion.
Dans les systèmes de navigation inertielle, le blocage de cardan peut se produire quand la rotation du véhicule provoque l'alignement des axes de deux anneaux de cardans parmi les trois. Quand cela se produit, il n'est plus possible de maintenir l'orientation de la plate-forme de captage.

### Moteurs de fusées

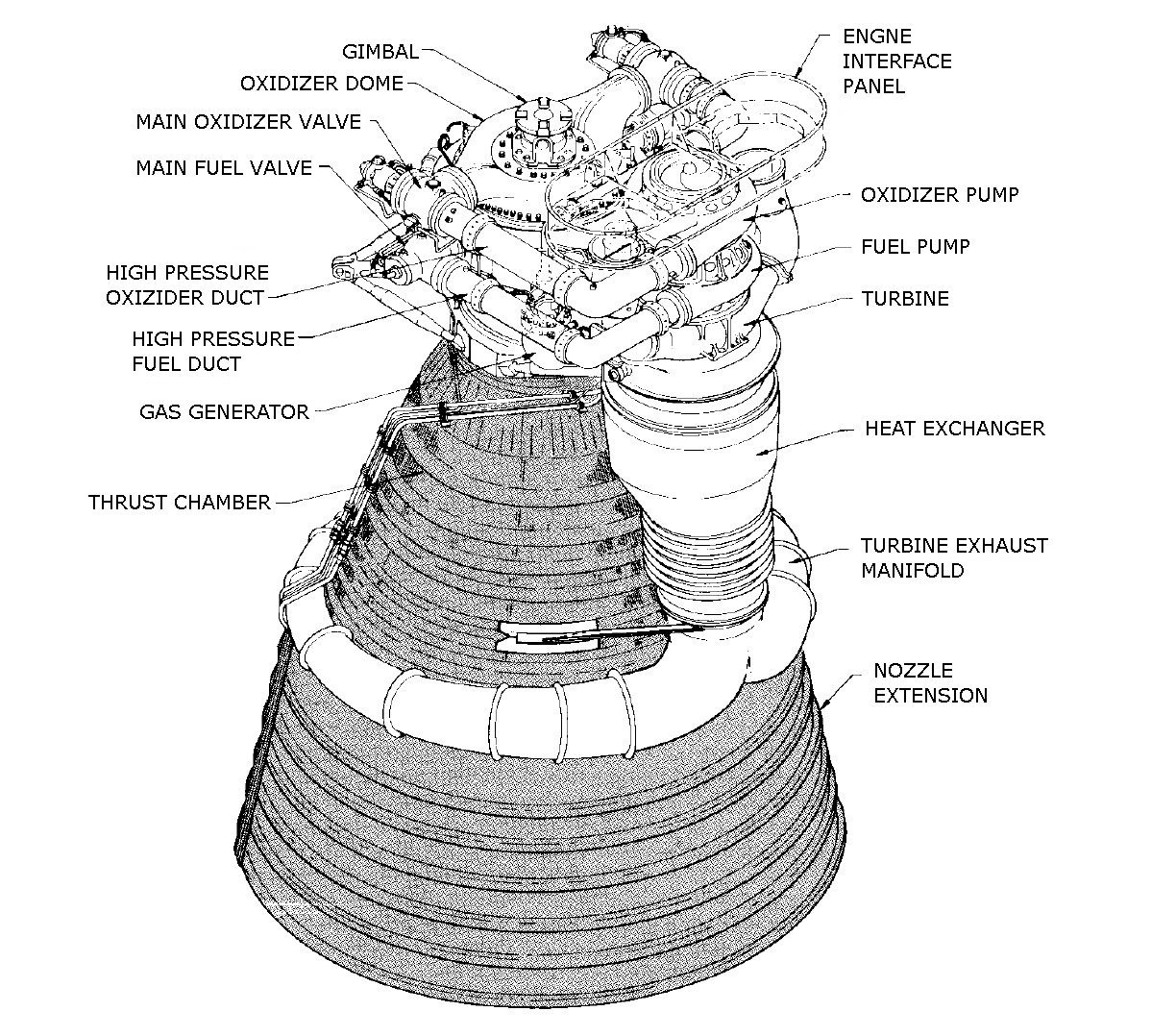
Description du moteur F-1 de la fusée Saturn monté avec un cardan.

Dans la propulsion spatiale, les moteurs-fusées sont généralement montés sur une paire de cardans de manière que chaque moteur puisse diriger sa poussée à la fois selon un axe de lacet et un axe de tangage donnés. Parfois, un seul axe est fourni pour chaque moteur. Pour contrôler le roulis, des paires de moteurs jumelés contrôlés par des signaux de tangage et de lacet sont utilisés pour générer un moment autour de l'axe de roulis du véhicule.

### Pêche
Dans la pêche au gros, un jeu de cardans à deux axes peut être utilisé comme pivot fixe pour l'origine de la canne, avec les cardans montés dans une « ceinture de combat » ou une « chaise de combat ». Dans les deux cas, cela fournit un avantage considérable au pêcheur. À l'intérieur du cardan, il y a d'habitude une tige horizontale dans laquelle vient se bloquer la canne à pêche, empêchant ainsi la canne de tourner autour de son axe, ce qui permet de rembobiner plus facilement.
On voit ce mécanisme dans le film de 1975 Les dents de la mer, où le personnage du film Quint utilise une « chaise de combat » et un « harnais de combat » en essayant d'attraper le requin qu'il poursuit.